# 冠背龟
冠背龟（学名：Hardella thurjii）是地龟科草龟属（Hardella）的唯一一种，原产于南亚淡水水域。雌龟甲壳长可达65（26英寸），是雄龟的三倍大。某些地区的冠背龟只吃植物，但也有吃鱼虾的冠背龟。
冠背龟在每年夏季交配，产8–19枚卵。它会将卵产在水里，而非陆上，这在爬行动物中是极为罕见的。2012年布拉格动物园首次成功繁殖冠背龟。

## 保育狀況
其被列為《瀕危野生動植物種國際貿易公約》附錄二的物種，被限制出口及貿易。

## 外部连接
- Asian Turtle Trade Working Group. . The IUCN Red List of Threatened Species. 2000, 2000: e.T9696A97362495. doi:10.2305/IUCN.UK.2000.RLTS.T9696A13009662.en . Listed as Vulnerable (VU A1cd+2 cd v2.3).
- TIGR Reptile Database上的Hardella thurjii